# Лантье, Жан-Марк (генерал)
Жан-Марк Лантье́ CMM МСМ CD (фр. Jean-Marc Lanthier) — канадский военачальник, генерал-лейтенант. Командующий Армией Канады (2018—2019). Заместитель начальника штаба обороны (2019—2020).

## Биография
В 1989 году вступил в ряды Вооружённых сил Канады в качестве офицера бронетанковых войск. До 2011 года командовал 12-м канадским танковым полком и 5-й канадской механизированной бригадной группы.
В июне 2011 года был направлен в Афганистан, где стал заместителем командующего 1-м армейским корпусом США по снабжению. В июле 2013 года вернулся на родину, где получил должность командующего 2-й канадской дивизией. С июля 2014 по апрель 2017 года занимал пост начальника Центр доктрины и подготовки Армии Канады.
16 июля 2018 года Лантье был назначен командующим Армией Канады. Год спустя, 18 июля 2019 года, он сменил генерал-лейтенанта Пола Винника на посту заместителя начальника штаба обороны Канады. На последнем посту также находился почти ровно год, после чего 15 июля 2020 года подал в отставку с военной службы.

## Награды
- Командор ордена «За военные заслуги»
- Медаль похвальной службы[англ.]
- Знак отличия Вооружённых сил Канады[англ.]